# Müncheberg
Ej att förväxla med Münchberg i Bayern.
Müncheberg är en stad i östra Tyskland, belägen i länet Landkreis Märkisch-Oderland i förbundslandet Brandenburg, omkring 50 km öster om centrala Berlin.
Müncheberg är framförallt känt för sitt lantbruksforskningsinstitut, Zentrum für Agrarlandschafts- und Landnutzungsforschung (ZALF), där forskning kring jordbrukslandskap och markanvändning bedrivs, och institutet är ortens största arbetsgivare.

## Geografi
Müncheberg ligger halvvägs mellan Berlin och den polska gränsen vid Oder, strax söder om naturreservatet Märkische Schweiz.

### Administrativ indelning
Staden indelas sedan 2002, då Münchebergs stadskommun slogs samman med flera närbelägna orter (årtalet är året för sammanslagningen), administrativt i:
- Münchebergs stadskärna

samt stadsdelarna (Ortsteile)
- Eggersdorf (2002)
- Hermersdorf (2002)
- Hoppegarten (2002) (ej att förväxla med orten med samma namn nära Berlin).
- Jahnsfelde (2002)
- Münchehofe (1957) (ej att förväxla med orten med samma namn i kommunen Hoppegarten)
- Obersdorf (2002)
- Trebnitz (2002)

## Historia
Sensommaren 1225 erhöll cistercienserorden land från hertigen Henrik I av Schlesien för att grunda en marknadsplats vid orten.  Orten döptes först till Lubes efter munkklostret Leubus vid Breslau och omnämns av Henrik I i ett gåvobrev från 1232 under detta namn.  I ett brev från påven Gregorius IX 1233 omnämns orten första gången som Müncheberg.  Orten fick marknadsrättigheter av hertigen Boleslav II av Schlesien 1245.
Under 1300-talet uppfördes den sju meter höga stadsmuren, med två portar skyddade av torn.  Stadens betydelse som marknadsstad ökade under 1300- och 1400-talen, och flera närbelägna byar (Hoppegarten, Maxsee och Schlagentin) förvärvades av staden.  Stadens kyrka och hospitalet omnämns första gången 1355.  Under denna tid lades även landsvägen om så att den passerade Müncheberg, och staden fick en tullstation.  Trebnitz och Müncheberg förstördes och plundrades nästan fullständigt av husiter i april 1432.
Trettioåriga kriget, pesten och flera stadsbränder drabbade staden hårt under 1600-talet och invånarantalet sjönk från omkring 1 300 invånare år 1624 till mindre än 400 år 1655.  Under slutet av 1600-talet återhämtade sig staden och fick en poststation 1689 på den viktiga poststräckan Berlin-Frankfurt an der Oder. 1692 återuppfördes rådhuset.
Från 1699 slog sig franska hugenotter som religionsflyktingar ner i staden och blev snabbt en betydande kraft i staden med omkring 40 franska familjer och egen representant i stadens råd.  1710 uppfördes en fransk kyrka.  Den franska kolonin bestod fram till Napoleonkrigen och gatunamnet Französische Straße i innerstaden påminner om den franska kolonin.
Staden blev en viktig transportknutpunkt för trafik till Polen och de östra preussiska provinserna i och med anläggandet av den stora landsvägen österut under 1800-talet, Reichsstrasse 1, dagens Bundesstrasse 1.  Stadens poststation var en av de största i Preussen.
Staden drabbades hårt av världskrigen, med 129 stupade i första världskriget.  Under andra världskriget förstördes stora delar av den historiska innerstaden och stadskyrkan av Röda armén vid framryckningen mot Berlin våren 1945.
Den judiska synagogan, uppförd 1856, vandaliserades av SA-trupper under Nazityskland.  En minnestavla finns på platsen sedan 1995.  I ortens utkant fanns två annex till koncentrationslägret Sachsenhausen.
Efter andra världskriget byggdes innerstaden till större delen upp igen, och har sedan Tysklands återförening 1990 genomgått större renoveringar och återuppbyggnad av de viktigaste byggnadsminnena.
Orten har successivt slagits samman med flera närbelägna mindre samhällen: Dahmsdorf (1950), Münchehofe (1957), Eggersdorf, Hermersdorf/Obersdorf, Hoppegarten, Jahnsfelde och Trebnitz (2002).

### Forskningsstad
Den 29 september 1928 grundade Erwin Baur Kaiser-Wilhelm-Institut für Züchtungsforschung i Müncheberg, föregångaren till dagens Max Planck-Institut für Züchtungsforschung i Köln. Orten har sedan dess varit ett viktigt forskningscentrum för lantbruk och markanvändning. Sedan 1992 bedrivs forskningen av Zentrum für Agrarlandschafts- und Landnutzungsforschung (ZALF).  Forskningscentret är idag stadens största arbetsgivare och finansieras gemensamt av den federala regeringen och förbundslandet Brandenburg. I staden finns även Deutsches Entomologisches Institut, det tyska entomologiska institutet med mer än 3 miljoner insekter i sina samlingar.

## Befolkning
- Befolkningsutveckling sedan 1875 inom nuvarande kommungränser.
- Aktuella befolkningsutveckling (blå linje) och prognoser.

| År   | Invånare |
| ---- | -------- |
| 1875 | 6 792    |
| 1890 | 6 967    |
| 1910 | 6 695    |
| 1925 | 7 570    |
| 1933 | 7 832    |
| 1939 | 8 131    |
| 1946 | 7 683    |
| 1950 | 8 565    |
| 1964 | 7 933    |
| 1971 | 7 844    |

| År   | Invånare |
| ---- | -------- |
| 1981 | 7 408    |
| 1985 | 7 203    |
| 1989 | 7 120    |
| 1990 | 7 006    |
| 1991 | 6 942    |
| 1992 | 6 972    |
| 1993 | 7 265    |
| 1994 | 7 545    |
| 1995 | 8 003    |
| 1996 | 8 083    |

| År   | Invånare |
| ---- | -------- |
| 1997 | 8 143    |
| 1998 | 8 035    |
| 1999 | 8 069    |
| 2000 | 8 018    |
| 2001 | 7 834    |
| 2002 | 7 814    |
| 2003 | 7 499    |
| 2004 | 7 471    |
| 2005 | 7 471    |
| 2006 | 7 418    |

| År   | Invånare |
| ---- | -------- |
| 2007 | 7 314    |
| 2008 | 7 246    |
| 2009 | 7 177    |
| 2010 | 7 150    |
| 2011 | 6 818    |
| 2012 | 6 686    |
| 2013 | 6 722    |
| 2014 | 6 785    |
| 2015 | 6 783    |
| 2016 | 6 820    |

| År   | Invånare |
| ---- | -------- |
| 2017 | 6 827    |
| 2018 | 6 870    |
| 2019 | 6 945    |
| 2020 | 7 003    |

Detaljerade källor anges i Wikimedia Commons..

## Kultur och sevärdheter

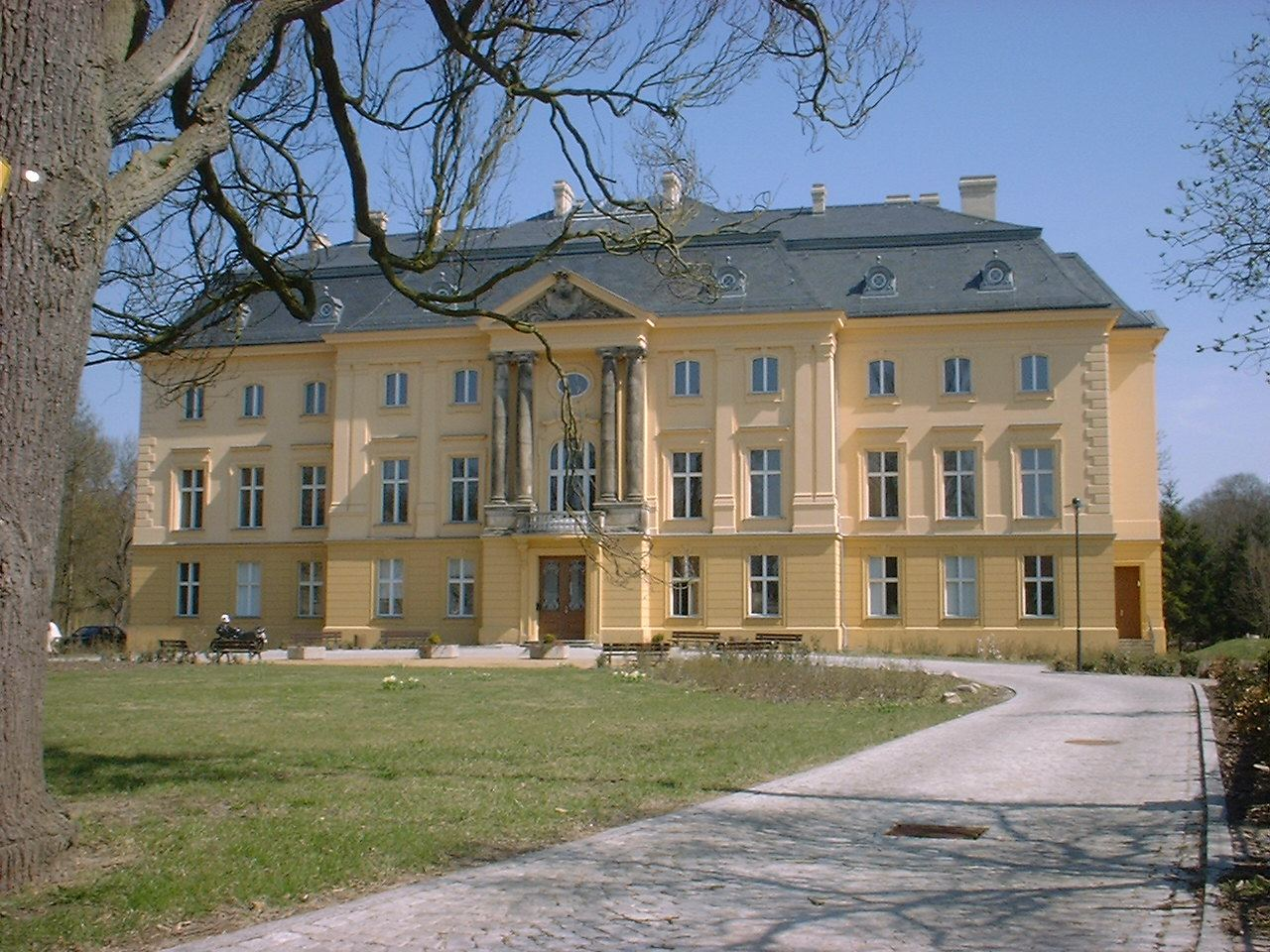
Schloss Trebnitz

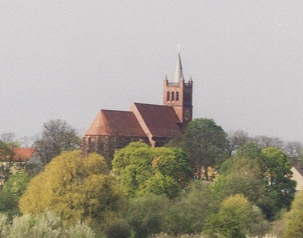
Mariakyrkan

- Berliner Torturm, "Pulverturm" vid Berliner Tor, det äldre av stadens två bevarade försvarstorn, användes som krutlager och fängelse.
- Küstriner Torturm, "Storchenturm" vid Küstriner Tor.
- Sankt Marienkirche, stadskyrkan, uppförd i tegelgotik under medeltiden.  Tornet uppfördes under 1800-talet efter ritningar av Karl Friedrich Schinkel. Kyrkan förstördes under andra världskriget och återuppbyggdes under 1990-talet.  Idag används den både av stadens församling och som kulturlokal.
- Den medeltida stadsmuren omkring den gamla stadskärnan.  Omkring 1800 m av muren återstår, och det är möjligt att följa en väg på murens utsida omkring innerstaden.
- Schloss Trebnitz, i stadsdelen Trebnitz: Godset Trebnitz omnämndes första gången 1124 som grundat av klostret Trebnitz i Schlesien.  Den 30 hektar stora parken anlades 1730 och omvandlades under 1800-talet av Peter Joseph Lenné och hans student Eduard Neide.  Godset byggdes år 1900 om till ett slott i nybarockstil.  Efter andra världskriget konfiskerades slottet och var bland annat sjukhus och skola.  Sedan 1992 är slottet utbildningscentrum.
- Judiska kyrkogården, anlagd 1756.
- Stadsparken
- Djurpark i Schützenhauspark
- Slottsparken i Jahnsfelde, anlagd på 1800-talet av Hermann von Pückler-Muskau.

## Kommunikationer
Müncheberg ligger där Bundesstrasse 1 mot Kostrzyn nad Odrą och Bundesstrasse 5 mot Frankfurt an der Oder delar sig, halvvägs mellan Berlin och gränsövergångarna till Polen.  Genom staden passerar även Bundesstrasse 168 mellan Eberswalde och Cottbus.
Orten har en järnvägsstation på sträckan Berlin-Kostrzyn nad Odrą, som trafikeras med regionaltåg från Berlin-Lichtenbergs station.  Den smalspåriga järnvägssträckan mot Buckow från Müncheberg är idag museijärnväg.

## Kända Münchebergbor
- Erwin Baur (1875-1933), läkare, botaniker och genetiker.
- Heinz Brücher (1915-1991), botaniker och genetiker, SS-funktionär.
- Bartholomäus Gesius (1562-1613), kantor och kompositör, författare till psalmerna 159, 388 och 389 i Svenska kyrkans psalmbok.
- Markus Meckel (född 1952), socialdemokratisk politiker, DDR:s utrikesminister april-augusti 1990.
- Ernst von Pfuel (1779-1866), preussisk general och politiker.
- Paul Zech (1881-1946), författare.